# نيكو نيكوتيرا
نيكو نيكوتيرا هو ممثل ألماني المولد  يعمل في السينما البريطانية والأمريكية.

## روابط خارجية
- نيكو نيكوتيرا على موقع IMDb (الإنجليزية)
- نيكو نيكوتيرا على موقع ألو سيني (الفرنسية)
- نيكو نيكوتيرا على موقع أول موفي (الإنجليزية)
- نيكو نيكوتيرا على موقع قاعدة بيانات الفيلم (الإنجليزية)